# Trescher Verlag
Der Trescher Verlag publiziert vorwiegend Individualreiseführer zu Osteuropa, Russland, zu den übrigen GUS-Staaten sowie zu Zentral- und Ostasien. Außerdem gehören Reiseführer zu Flusskreuzfahrten, Städteführer und deutsche Regionaltitel zum Verlagsprogramm. Gegenwärtig sind rund 120 Titel des Trescher Verlags im deutschen Buchhandel oder über Onlineshops lieferbar.

## Geschichte
Gegründet wurde der Trescher Verlag 1992 in Berlin, auch heute noch der Verlagssitz. Die ersten Reiseführer des Verlags behandelten Reiseziele in Osteuropa, zunächst vor allem in Polen. Das Verlagsprogramm wurde in den folgenden Jahren um Reiseführer zu weiteren osteuropäischen Zielen sowie zu Russland und Zentralasien erweitert. Der Verlag verstand sich in dieser Phase als „Spezialist für den Osten“. Reiseführer zu Kreuz- und Flusskreuzfahrten wurden über die Jahre ein weiterer Programmschwerpunkt.
Nach Regionaltiteln zu Brandenburg hat der Trescher Verlag sein Verlagsprogramm in den letzten Jahren vor allem um Titel zu touristisch interessanten Regionen in Deutschland und Österreich sowie zu Süd- und Südostasien und zum Orient erweitert. Zu einigen Reisezielen, wie beispielsweise zur Republik Moldau, Belarus, Kirgistan, Nordkorea und Kamtschatka, hat der Trescher Verlag die einzigen auf dem deutschsprachigen Buchmarkt erhältlichen Reiseführer. Das Verlagsprogramm umfasst derzeit Reiseführer zu rund 125 Reisezielen weltweit (Stand Juni 2019).

## Charakter der Reiseführer
Ein Merkmal fast aller Trescher-Reiseführer sind die in die Tiefe gehenden Hintergrundinformationen des „Land und Leute“ genannten Einführungsteils, der bis zu einem Drittel des Umfangs ausmacht. Über den praktischen touristischen Nutzen hinaus werden in diesen landeskundlichen Kapiteln Themen wie Kultur, Natur, Geschichte und Gesellschaft vertieft – wobei die Schwerpunkte sich jeweils an landesspezifischen Besonderheiten und an den Reisegewohnheiten orientieren. Mit dieser Ausrichtung unterscheiden sich die Bücher des Trescher Verlags von vielen anderen Reiseführern, die den Schwerpunkt in erster Linie auf den rein touristischen Nutzen legen. Der praxisorientierte Reiseteil der Bücher enthält ausführliche Beschreibungen der Sehenswürdigkeiten sowie zu kulturellen Angeboten, Unterkunft und Gastronomie. Im Innenteil finden sich Detailkarten und Stadtpläne, die Übersichtskarten der Buchklappen bieten einen Überblick, und zahlreiche Farbfotos vermitteln ein realistisches Bild des Reiseziels. In ein- bis vierseitigen Exkursen werden Hintergrundinformationen und Anekdotisches präsentiert. Informationen zur Reiseplanung, praktische Hinweise für vor Ort sowie das Register findet man gebündelt im letzten Kapitel der Bücher.

## Auszeichnungen
Auf der Internationale Tourismus-Börse Berlin (ITB) erhielt der Trescher Verlag 2011 den ITB-Book-Award für „Die besondere Reiseführerreihe“ und einen weiteren Preis für den Reiseführer zur Mongolei. Es folgten ITB-Book-Awards für die Reiseführer „Aserbaidschan“ (Würdigungspreis 2013), „Kreuzfahrten Nordmeer und Arktis“ (2017) und „Georgien“ (2018) sowie „Nordkorea“ und „Südkorea“ (2019). Detlev von Oppeln, Verleger des Trescher Verlags, erhielt 2018 von der Jury der ITB BuchAwards einen LifetimeAward für sein verlegerisches Werk.